# 山田郡 (香川県)
- 令制国一覧 > 南海道 > 讃岐国 > 山田郡
- 日本 > 四国地方 > 香川県 > 山田郡

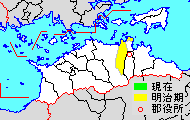
香川県山田郡の範囲

山田郡（やまだぐん）は、香川県（讃岐国）にあった郡。

## 郡域
1878年（明治11年）に行政区画として発足した当時の郡域は、現在の行政区画では概ね以下の区域に相当する。
- 高松市（牟礼町各町を除く木太町、林町、上林町、三谷町、西植田町、菅沢町以東）

## 歴史

### 近代以降の沿革
- 明治初年時点では全域が高松藩領であった。「旧高旧領取調帳」に記載されている明治初年時点に存在した村は以下の通り。（33村）

庵治浜村、庵治陸村、木太村、夷村、春日村、富岡村、西潟元村、東潟元村、屋島村、古高松村、新田村、西前田村、東前田村、山崎村、西元山村、東元山村、六条村、下林村、上林村、三谷村、高野村、上田井村、下田井村、小村、北亀田村、南亀田村、西十川村、東十川村、坂元村、池田村、東植田村、西植田村、菅沢村
- 1871年（明治4年）
  - 8月29日 - 廃藩置県により高松県の管轄となる。
  - 11月15日 - 第1次府県統合により香川県（第1次）の管轄となる。
- 1873年（明治6年）2月20日 - 名東県の管轄となる。
- 1874年（明治7年）（29村）
  - 庵治浜村・庵治陸村が合併して庵治村となる。
  - 西元山村・東元山村が合併して元山村となる。
  - 夷村が木太村に、富岡村が春日村にそれぞれ合併。
- 1875年（明治8年）9月5日 - 香川県（第2次）の管轄となる。
- 1876年（明治9年）8月21日 - 第2次府県統合により愛媛県の管轄となる。
- 1878年（明治11年）12月16日 - 郡区町村編制法の愛媛県での施行により、行政区画としての山田郡が発足。「三木山田郡役所」が三木郡池戸村に設置され、三木郡とともに管轄。
- 1881年（明治14年） -  「三木山田郡役所」の廃止により香川郡役所（高松）が「香川山田郡役所」に改組され、香川郡とともに管轄。
- 1888年（明治21年）12月3日 - 香川県（第3次）の管轄となる。

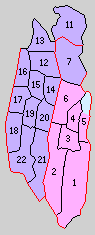
11.庵治村 12.古高松村 13.潟元村 14.前田村 15.川添村 16.木太村 17.林村 18.三谷村 19.坂ノ上村 20.十河村 21.東植田村 22.西植田村（紫：高松市。1 - 7は三木郡）

- 1890年（明治23年）2月15日 - 町村制の香川県での施行により以下の町村が発足。全域が現・高松市。（12村）
  - 庵治村（単独村制）
  - 古高松村 ← 古高松村、春日村、新田村
  - 潟元村 ← 屋島村、東潟元村、西潟元村
  - 前田村 ← 東前田村、西前田村、北亀田村
  - 川添村 ← 元山村、山崎村、下田井村
  - 木太村（単独村制）
  - 林村 ← 下林村、上林村、六条村
  - 三谷村 ← 三谷村、高野村（一部）
  - 坂ノ上村 ← 坂元村、上田井村、高野村（大部分）
  - 十河村 ← 東十川村、西十川村、小村、南亀田村
  - 東植田村 ← 東植田村、菅沢村
  - 西植田村 ← 西植田村、池田村
- 1899年（明治32年）4月1日 - 郡制の施行により三木郡・山田郡の区域をもって木田郡が発足。同日山田郡廃止。

## 行政
三木・山田郡長
| 代 | 氏名 | 就任年月日                 | 退任年月日         | 備考 |
| -- | ---- | -------------------------- | ------------------ | ---- |
| 1  |      | 明治11年（1878年）12月16日 |                    |      |
|    |      |                            | 明治14年（1881年） | 廃官 |

愛媛県香川・山田郡長
| 代 | 氏名 | 就任年月日         | 退任年月日                | 備考         |
| -- | ---- | ------------------ | ------------------------- | ------------ |
| 1  |      | 明治14年（1881年） |                           |              |
|    |      |                    | 明治21年（1888年）12月2日 | 香川県に移管 |

香川県香川・山田郡長
| 代 | 氏名 | 就任年月日                | 退任年月日                | 備考                           |
| -- | ---- | ------------------------- | ------------------------- | ------------------------------ |
| 1  |      | 明治21年（1888年）12月3日 |                           |                                |
|    |      |                           | 明治32年（1899年）3月31日 | 三木郡との合併により山田郡廃止 |